# Les Trois Fileuses
Les Trois Fileuses – ou Les Trois Fileuses aux feuilles de chêne – est un tableau réalisé par le peintre français Paul Sérusier en 1915 ou 1918. De format horizontal, cette huile sur toile est une scène de genre qui représente trois fileuses debout devant un fond de feuilles de chêne. Toutes vêtues de rouge, les jeunes femmes tiennent chacune un fuseau et une quenouille. L'œuvre fait partie des collections du musée d'Orsay, à Paris. Elle se trouve en dépôt depuis 1974 au musée des Beaux-Arts de Brest, à Brest, dans le Finistère.
Durant la dernière décennie de sa vie, Sérusier a peint plusieurs autres scènes figurant des travailleuses s'employant aux arts textiles.

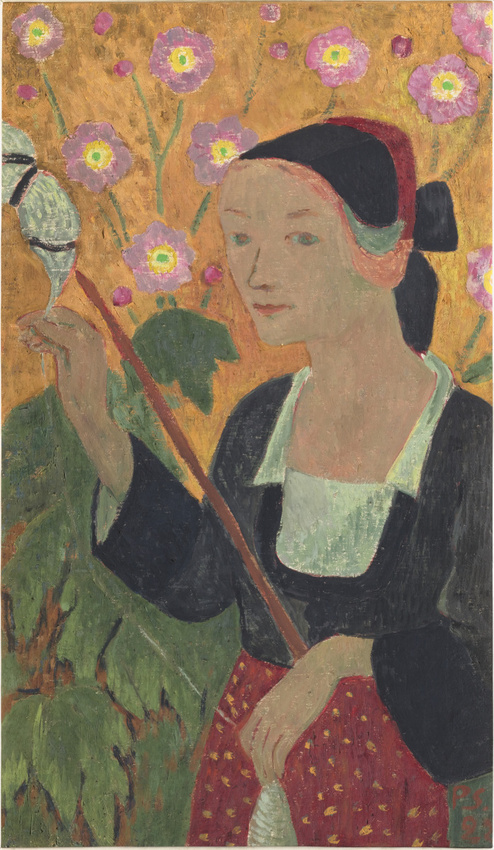
La Fileuse aux anémones, 1922 – Musée départemental Maurice-Denis, Saint-Germain-en-Laye.
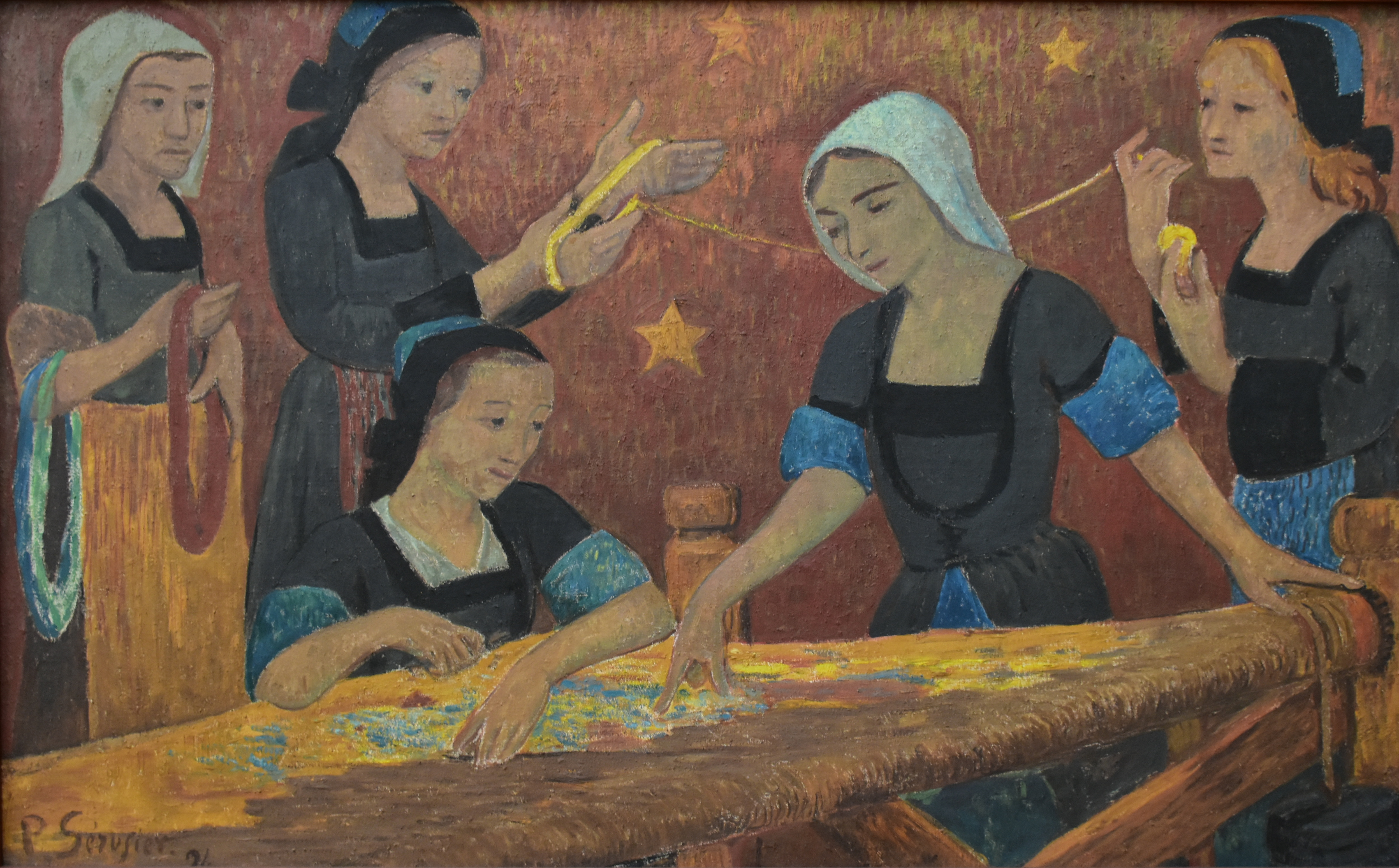
La Tapisserie, 1924 – Petit Palais, Paris.
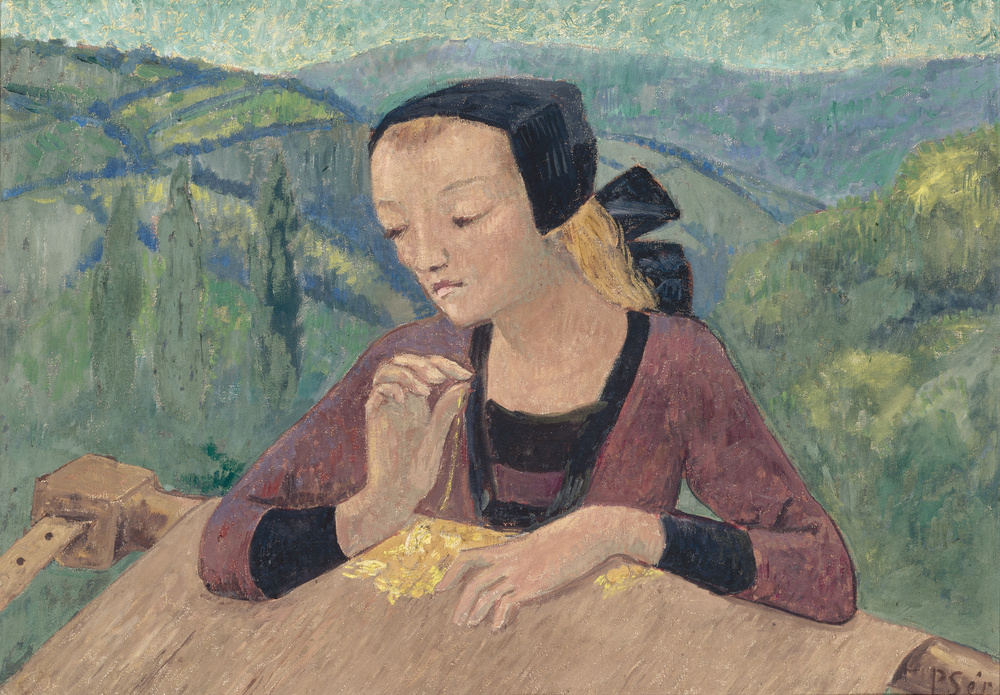
La Brodeuse, 1925-1927 – Musée d'Arts de Nantes, Nantes.